# Mistrzostwa świata do lat 18 w hokeju na lodzie mężczyzn 2014
15. Mistrzostwa Świata do lat 18 w Hokeju na Lodzie odbyły się w dniach od 17 kwietnia 2014 do 27 kwietnia 2014 w fińskich miastach Lappeenranta i Imatra. Mistrzostwa były rozgrywane po raz trzeci w Finlandii.
Obrońcą tytułu mistrzowskiego była reprezentacja Kanady, która w 2013 roku w Soczi pokonała reprezentację Stanów Zjednoczonych 3:2.

## Elita
| Lp. | Drużyna           |
| --- | ----------------- |
|     | Stany Zjednoczone |
|     | Czechy            |
|     | Kanada            |
| 4   | Szwecja           |
| 5   | Rosja             |
| 6   | Finlandia         |
| 7   | Szwajcaria        |
| 8   | Słowacja          |
| 9   | Niemcy            |
| 10  | Dania             |

W tej części mistrzostw uczestniczyło 10 najlepszych drużyn na świecie. System rozgrywania meczów jest inny niż w niższych dywizjach. Najpierw drużyny grają w dwóch grupach pre eliminacyjnych, każda po 5 drużyn. Spośród nich najlepsze cztery drużyny bezpośrednio awansowały do ćwierćfinałów. Najgorsze dwie drużyny każdej z grup walczyły w meczach między sobą o utrzymanie w elicie. Najgorsza drużyna spadła do pierwszej dywizji.

## Pierwsza dywizja
Grupa A
| Lp. | Drużyna    |
| --- | ---------- |
| 1   | Łotwa      |
| 2   | Norwegia   |
| 3   | Kazachstan |
| 4   | Białoruś   |
| 5   | Francja    |
| 6   | Włochy     |

Grupa B
| Lp. | Drużyna  |
| --- | -------- |
| 1   | Węgry    |
| 2   | Austria  |
| 3   | Słowenia |
| 4   | Japonia  |
| 5   | Ukraina  |
| 6   | Polska   |

W mistrzostwach pierwszej dywizji uczestniczyło 12 zespołów, które zostaną podzielone na dwie grupy po 6 zespołów. Rozegrają mecze systemem każdy z każdym. Zwycięzca turnieju grupy A awansuje do mistrzostw świata elity w 2014 roku, zaś najsłabsza drużyna grupy B spadnie do drugiej dywizji.
Grupa A rozgrywa mecze we francuskiej Nicei. Turniej odbędzie się w dniach 13 - 19 kwietnia 2014 roku.
Grupa B rozgrywa mecze w Węgierskim w Székesfehérvár. Turniej odbędzie się w dniach 13 - 19 kwietnia 2014 roku.

## Druga dywizja
Grupa A
| Lp. | Drużyna          |
| --- | ---------------- |
| 1   | Litwa            |
| 2   | Korea Południowa |
| 3   | Chorwacja        |
| 4   | Holandia         |
| 5   | Wielka Brytania  |
| 6   | Rumunia          |

Grupa B
| Lp. | Drużyna   |
| --- | --------- |
| 1   | Estonia   |
| 2   | Hiszpania |
| 3   | Serbia    |
| 4   | Belgia    |
| 5   | Chiny     |
| 6   | Islandia  |

W mistrzostwach drugiej dywizji uczestniczy 12 zespołów, które zostaną podzielone na dwie grupy po 6 zespołów. Rozegrają mecze systemem każdy z każdym. Zwycięzca turnieju grupy A awansuje do mistrzostw świata pierwszej dywizji w 2014 roku, zaś najsłabsza drużyna grupy B spadnie do trzeciej dywizji.
Grupa A rozgrywa mecze w Brytyjskim Dumfries. Turniej odbędzie się w dniach 24 - 30 marca 2014 roku.
Grupa B rozgrywa mecze w Estońskim w Tallinnie. Turniej odbędzie się w dniach 13 - 19 kwietnia 2014 roku.

## Trzecia dywizja
Grupa A
| Lp. | Drużyna         |
| --- | --------------- |
| 1   | Australia       |
| 2   | Izrael          |
| 3   | Chińskie Tajpej |
| 4   | Bułgaria        |
| 5   | Meksyk          |
| 6   | Nowa Zelandia   |

Grupa B
| Lp. | Drużyna  |
| --- | -------- |
| 1   | RPA      |
| 2   | Turcja   |
| 3   | Hongkong |

W mistrzostwach trzeciej dywizji uczestniczy 9 zespołów, które zostały podzielone na dwie grupy po 6 i 3 zespoły. Rozegrają mecze systemem każdy z każdym. Zwycięzca turnieju grupy A awansuje do mistrzostw świata drugiej dywizji w 2014 roku, zaś zwycięska drużyna grupy B awansuje do grupy A.
Grupa A rozgrywa mecze w Bułgarskiej Sofii. Turniej odbędzie się w dniach 24 - 30 marca 2014 roku.
Grupa B rozgrywa mecze w Turcji w Izmicie. Turniej odbędzie się w dniach 13 - 15 lutego 2014 roku.